# توزیع دم-سنگین

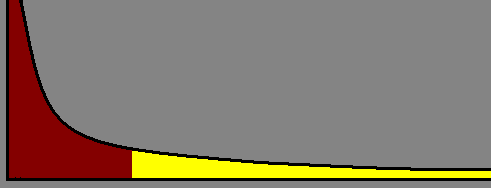
توزیع‌های دم-سنگین

در نظریه احتمالات توزیع‌های دم-سنگین (به انگلیسی:Heavy-tailed distribution) به توزیع‌های گفته می‌شود که دم توزیع آن‌ها سنگین‌تر از دم توزیع نمایی است. در بسیاری از کاربردها توزیع دم راست مورد علاقه است با این حال ممکن است توزیع چپ یا هر دو طرف دم توزیع  (راست و چپ) سنگین باشند.
سه زیر کلاس مهم از توزیعهای دم سنگین وجود دارند: توزیع دم‌کلفت توزیع دم دراز و توزیع‌های زیر نمایی. در عمل همه استفاده‌های دم-سنگین متعلق به کلاس زیر نمایی میباشند.
با این حال هنوز هم در مورد استفاده از توزیع دم سنگین اختلافاتی وجود دارد. برخی از نویسندگان از این اصطلاح برای اشاره به توابعی که گشتاوری‌های (اول و دوم) متناهی ندارند استفاده می‌کنند. برخی دیگر از این عبارت برای اشاره به تویع‌هایی که واریانس محدودی ندارند استفاده می‌کنند.